# 小花暗罗
小花暗罗（学名：Polyalthia florulenta）是番荔枝科暗罗属的植物，为中国的特有植物。分布在中国大陆的云南等地，生长于海拔1,350米的地区，见于山地林中荫湿处，目前尚未由人工引种栽培。